# Adanarses I da Ibéria
Adanarses I (em latim: Adanarses; em georgiano: ადარნასე / ადრნერსე; romaniz.: Adarnase / Adrnerse) foi um príncipe da Ibéria, da dinastia cosroida, de 627 a 637/42.

## Nome
Adanarses é a forma grega e latina do persa médio Adur Narse (𐭭𐭥𐭮𐭧𐭩 𐭠𐭲𐭥𐭥𐭩, Ādur Narseh), que foi registrado em armênio como Atenerse (Ատրներսեհ, Atnerseh) e georgiano como Adarnase (ადარნასე) ou Adernerse (ადრნერსე, Adrnerse).  Adur/Adar (𐭠𐭲𐭥𐭥𐭩, ādur/ādar) é a palavra em persa médio e parta para "fogo", derivada do avéstico Atar (𐬁𐬙𐬀𐬭, ātar). Foi um termo utilizado para indicar templos zoroastristas dedicados ao fogo sagrado, bem como é o nome do nono mês do calendário zoroastrista e o nono dia do mês. Narse (Narseh), por sua vez, é um antropônimo registrado em parta como Narse (𐭭𐭥𐭮𐭧𐭩, Narseh), em armênio como Nerses (Ներսես) e latim e grego como Narses (Ναρσής, Narsḗs). A atestação mais antiga do nome ocorre nos Feitos do Divino Sapor, uma inscrição trilíngue do reinado do xainxá sassânida Sapor I (r. 240–270). Deriva do avéstico Nairyō saŋha-, que literalmente significa "o de muitos discursos", ou seja, o mensageiro divino.

## Biografia

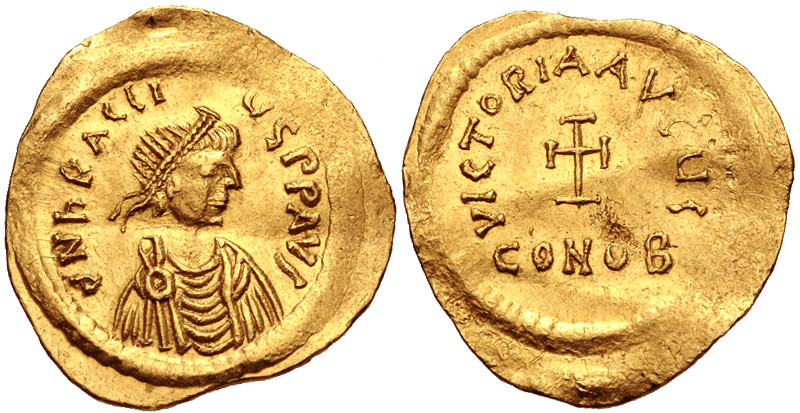
Tremisse de Heráclio r.

Adanarses era filho de Bacúrio III, o último rei ibero, e duque hereditário (eristavi) da Caquécia. Em 627, ajudou o exército bizantino-cazar com o cerco de Tiblíssi e foi feito governante da Ibéria pelo imperador Heráclio (r. 610–641) que tinha executado o príncipe pró-persa Estêvão I (r. 590–627). Em algum momento entre 637 e 642 (ou seja, após a Cadésia e antes de Niavende), juntou suas forças com o príncipe albanês Javanxir (r. 638–670) num ataque contra as guarnições iranianas na Albânia. Segundo o historiador do século VI, Moisés de Dascurã usou três títulos bizantinos. É identificado pelo historiador da arte Wachtang Djobadze com o cônsul honorário Adanarses (hípato) registrado numa inscrição do mosteiro de Jevari, em Misqueta, na Geórgia. Cyril Toumanoff argumenta que este Adanarses é, na verdade, Adanarses II, ativo no final do século VII. Seus outros títulos talvez foram de patrício e estratelata.